# Dansungsa
Dansungsa ou Danseongsa, créé en 1907, est le premier cinéma en Corée. Il est situé à Jongno 3-ga, Séoul.

## Histoire
Korea Loyal Flight est devenu la toute première du théâtre en 1919. Le film folklorique coréen de Chunsa Na Woon-gyu, Arirang, a suivi, présenté en première au théâtre en 1926. Chunhyanjeon est devenu le troisième premier ministre du théâtre en 1935.
Depuis 1926, Danseongsa est une salle de spectacle pour les Coréens à Bukchon, avec le théâtre Joseon et Umi-gwan. Il joue également un rôle important en tant que support de la nouvelle culture en fournissant une scène pour des présentations. À la fin de la période coloniale japonaise, le nom a été changé en Théâtre Continental (대륙극장), mais après la libération en 1945, il est revenu à Danseongsa.
En 1963, le gouvernement sud-coréen a déclaré que le 27 octobre, le jour même de la première de Korea Loyal Flight à Dansungsa, serait la Journée du film coréen. La déclaration a célébré à la fois le début de l'industrie cinématographique coréenne ainsi que le fait que Dansungsa, avec Umi-gwan et le Chosun Théâtre, le seul théâtre diffusant des films coréens pendant la domination coloniale.
Il a rouvert en 2005 en tant que multiplexe moderne avec sept écrans.